# Banana-flower
Banana-flower (Banana-flower Dreams) è il romanzo d'esordio della scrittrice ed artista Bulbul Sharma. Pubblicato originalmente nel 1999, in Italia è stato tradotto nel 2001 dall'editore Marcos y Marcos. 

## Trama
Monimala, longeva centenaria indiana, aspetta in stato comatoso la morte, senza tuttavia rassegnarsi ad abbandonare definitivamente la propria esistenza terrena. Intorno le si raccolgono tutte le donne della famiglia: da quelle più lontane e morte prima di lei, come gli spiriti delle vecchissime cognate Mejo e Sejo, a quelle che sono le discendenti ancora vive, come la figlia Neelima e la bisnipote americana Pia, entrambe prigioniere di un'esistenza problematica e frenetica.
Gli spiriti delle antenate, incontrata l'ultima discendente, cercheranno in tutti i modi di farla sposare, litigando e dandosi battaglia per sostenere uno dei due pretendenti: Bobby, il figlio della vicina di casa Kitty e giovane imprenditore, oppure l'insegnante di yoga di famiglia, detto Guruji.

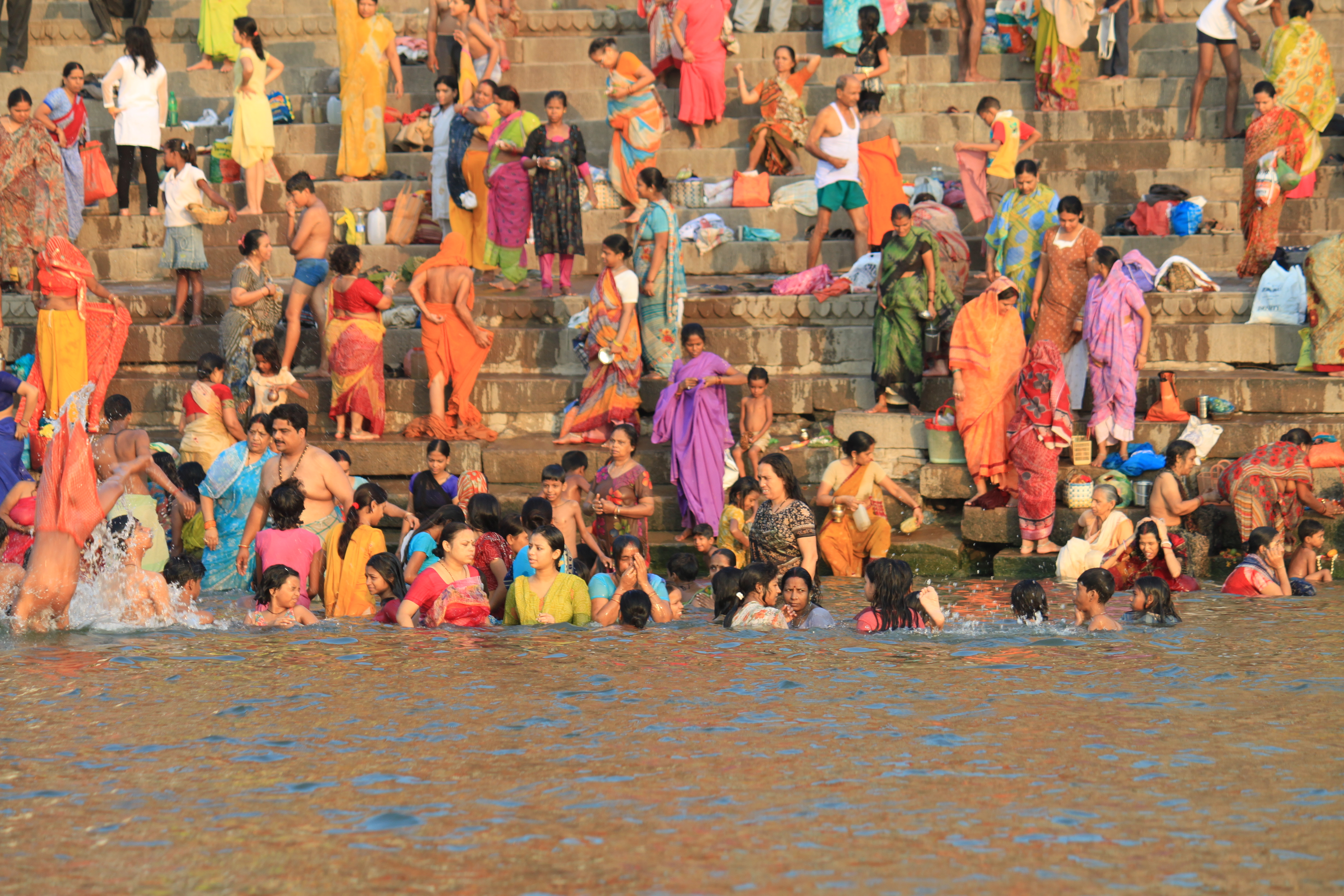
Le abluzioni mattutine presso un ghat di Varanasi

Alla fine Pia, innamoratasi, riamata, di Guruji, giunge sulle sponde del Gange a Benares, dove, immersa nelle acque del fiume, riceve la benedizione delle antenate. Queste ultime, svolto il loro dovere familiare, possono ora accompagnare Monimala alla morte, in modo che ella possa ricominciare una nuova esistenza nel circolo della reincarnazione.

## Personaggi
- Shamili: sposatasi bambina, ha sempre nutrito una profonda amicizia verso la fedele serva Kendhi, la sua unica amica in una casa sconosciuta.
- Kendhi: serva personale di Shamili. Sorpassando per bellezza e presenza di spirito la padrona, Kendhi diventa l'amante e la diletta del marito di Shamili, Keshar.
- Mejo e Sejo: parenti strette del capofamiglia Pareshnath, diventano ben presto vedove bambine e terrore delle donne di casa. Una volta defunte, acquistano la capacità di spostarsi nel tempo e di vedere nel futuro.
- Monimala: figlia di Shamili. Donna energica, attiva e decisa. La sicurezza in sé le fa muovere spesso benevoli rimproveri alle parenti più giovani, cui critica l'inerzia e l'indecisione.
- Neelima: figlia di Monimala con cui ha sempre avuto problemi a rapportarsi. Dopo la partenza del marito, deciso a diventare un s pio eremita, Neelima ha preferito chiudersi fra le mura domestiche lasciandosi coinvolgere solo dalle chiacchiere e dalle visite della pettegola vicina KItty.
- Pia, nata e cresciuta negli Stati Uniti, decide di tornare in India per vegliare la nonna moribonda e, segretamente, per nascondere ai genitori d'essere incinta del suo ultimo compagno Stan, un uomo di colore.
- Maya: la figlia nel ventre di Pia. Il suo stato di "non nata" le permette di vedere e comunicare con gli spiriti delle defunte donne della famiglia, che si prendono la briga di intrattenerla e consigliarla.

## Edizioni
- Bulbul Sharma, Banana-flower, traduzione di Claudia Tarolo, grafica di copertina di Lorenzo Lanzi, Milano, Marcos y Marcos, 2001,  p. 320, ISBN 978-88-7168-316-4.